# ラジカメSTATION!
ラジカメSTATION!（ラジカメステーション）は、2012年6月4日から2014年3月26日までサービスをしていた株式会社ラジオ会館運営のインターネットラジオ配信サイトである。秋葉原の情報を専門的に発信しており、ラジオ会館1号館の外壁に設置された大型LED街頭ビジョン「ラジカメVISION」で映像配信もされていた。

## 沿革
2012年4月22日に開局記念イベント『「ラジカメSTATION」開局記念 秋葉原声優まつり（イベントの内容をDVD化した『秋葉原声優まつり THE MOVIE』が同年に発売）』が開催され、その際、開始される番組のパーソナリティペアの組み合わせが発表された。同年6月、月曜から金曜に毎週各自配信の5番組『株式会社アキバーブリッツ営業部 〜香里・愛美の「とある秋葉原OLの実情」〜 』（月）、『真礼・由佳の「秋葉原漫画部」』（火）、『舞・杏美の「ラジカメ報道STATION」』（水）、『あやのん・かおりんの「秋葉原発信!!ゲームオンデマンド」』（木）、『佳奈・繪里子の「秋葉原活性化委員会」』（金）が開始した。同年10月にはDJCDが発売され、記念イベントが各番組ごとに開催された。
2013年1月より、ラジカメVISIONの改修などの諸事情により5番組が休止状態となった。同年4月に『株式会社アキバーブリッツ営業部 〜香里・愛美の「とある秋葉原OLの実情」〜』がリニューアルして番組が復活した。しかし、残りの4番組は復活することなくそのまま終了する形となった。新番組も開始され、体制を改めて運営を継続。
2014年3月26日、『新田恵海と田村奈央の秋葉原情報満載!アキバペディア情報局』が最終回となり、全番組が終了した。同月28日にはラジカメVISIONが撤去された。

## 番組

### 株式会社アキバーブリッツ営業部 〜香里・愛美の「とある秋葉原OLの実情」〜
配信日
- 公式サイト（アーカイブ配信） - 毎週月曜 17:30更新（2012年6月4日 - 12月24日）
- ラジカメVISION映像配信 - 毎週月曜 17:30 - 18:00
  - ラジカメVISION リピート配信 - 毎週土曜 13:30 - 14:00

パーソナリティ
- 清水香里、沼倉愛美

コーナー
目指せ一流！OLスキル講座！
- パーソナリティが様々なチャレンジをこなしいき、OLとしてのスキルを身に付けていくコーナー。

アキバーブリッツ！ただいま営業中!!
- トレーディングカードゲームなどの商品の魅力を伝えるコーナー。

DJCD
株式会社アキバーブリッツ営業部 〜香里・愛美の「とある秋葉原OLの実情」〜 DJCD VOL.1
- 発売日 - 2012年10月29日
- 内容 - 新規収録特別編 + 過去配信（第1回 - 第10回）
- DJCD発売記念イベント
  - 開催日 - 2012年11月25日
  - 会場 - 秋葉原UDX

### 真礼・由佳の「秋葉原漫画部」
配信日
- 公式サイト（アーカイブ配信） - 毎週火曜 17:30更新（2012年6月5日 - 12月25日）
- ラジカメVISION映像配信 - 毎週火曜 17:30 - 18:00
  - ラジカメVISION リピート配信 - 毎週土曜 15:00 - 15:30

パーソナリティ
- 内田真礼、大坪由佳

コーナー
「ラジカメちゃん（仮）」ファクトリー
- パーソナリティが「ラジカメSTATION」の公式マスコットキャラを制作していく。

ふきだしはきだし千本ノック
- リスナーから、なんでもない言葉・セリフや演じて欲しいシチュエーションを募集して発表し、パーソナリティがそれを漫画のふきだしのように演じていく。

オブワングランプリ
- 一目でその漫画を手に取っていまいそうな「書籍のオビ」の文句を考えていくコーナー。

DJCD
真礼・由佳の「秋葉原漫画部」DJCD VOL.1
- 発売日 - 2012年10月29日
- 内容 - 新規収録特別編 + 過去配信（第1回 - 第10回）
- DJCD発売記念イベント
  - 開催日 - 2012年11月11日
  - 会場 - 秋葉原UDX

### 舞・杏美の「ラジカメ報道STATION!」
配信日
- 公式サイト（アーカイブ配信） - 毎週水曜 17:30更新（2012年6月6日 - 12月26日）
- ラジカメVISION映像配信 - 毎週水曜 17:30 - 18:00
  - ラジカメVISION リピート配信 - 毎週土曜 16:30 - 17:00

パーソナリティ
- 相沢舞、浅倉杏美

ゲスト
- 第7回 - 小桃音まい

コーナー
ラジカメ・ヘッドライン
- 秋葉原の最新ニュースを「新米キャスター」なるパーソナリティ2人が届けていく。

流行るハッシュタグ
- リスナーから募集したハッシュタグワードを用いて、そのワードに合ったつぶやきを考えていく。

アキバレポーターが行く
- パーソナリティ2人が「リポーター」となり、独自に取材・調査をしていく。

DJCD
舞・杏美の「ラジカメ報道STATION」DJCD VOL.1
- 発売日 - 2012年10月29日
- 内容 - 新規収録特別編 + 過去配信（第1回 - 第10回）
- DJCD発売記念イベント
  - 開催日 - 2012年12月9日
  - 会場 - 秋葉原UDX

### あやのん・かおりんの「秋葉原発信!!ゲームオンデマンド」
配信日
- 公式サイト（アーカイブ配信） - 毎週木曜 17:30更新（2012年6月7日 - 12月27日）
- ラジカメVISION映像配信 - 毎週木曜 17:30 - 18:00
  - ラジカメVISION リピート配信 - 毎週日曜 14:00 - 14:30

パーソナリティ
- 福原香織、山本彩乃

コーナー
勝手に3D
- 様々なゲームシーンをパーソナリティが自ら体現して写真撮影していく。

ゲーム開発プロジェクト
- 既存のゲームをヒントにしてパーソナリティがゲーム開発をしていく。

DJCD
あやのん・かおりんの「秋葉原発信!!ゲームオンデマンド」DJCD VOL.1
- 発売日 - 2012年10月29日
- 内容 - 新規収録特別編 + 過去配信（第1回 - 第10回）
- DJCD発売記念イベント
  - 開催日 - 2012年11月17日
  - 会場 - 秋葉原UDX

### 佳奈・繪里子の「秋葉原活性化委員会」
配信日
- 公式サイト（アーカイブ配信） - 毎週金曜 17:30更新（2012年6月8日 - 12月28日）
- ラジカメVISION映像配信 - 毎週金曜 17:30 - 18:00
  - ラジカメVISION リピート配信 - 毎週日曜 15:00 - 15:30

パーソナリティ
- 中村繪里子、植田佳奈

コーナー
ホビーの女王
- 中村が「ホビーの女王」となるために、新しい趣味を見つけていこうとするコーナー。

秋葉原の地味ネタ
- 秋葉原界隈の地味なネタを取り上げるコーナー。

DJCD
佳奈・繪里子の「秋葉原活性化委員会」DJCD VOL.1
- 発売日 - 2012年10月29日
- 内容 - 新規収録特別編 + 過去配信（第1回 - 第10回）
- DJCD発売記念イベント
  - 開催日 - 2012年11月24日
  - 会場 - 秋葉原UDX

### アキバ発!! カレーの秘密の部活動
この番組はニコニコ動画での映像付き配信となっており、バックナンバーも視聴可能であった。
配信日
- 公式サイト（アーカイブ配信） - 毎週金曜 18:30更新（2012年7月13日 - 9月14日）
- ラジカメVISION映像配信 - 毎週金曜 18:30 - 19:00
  - ラジカメVISION リピート配信 - 毎週日曜 12:00 - 12:30

パーソナリティ
- ふなつ一輝、神谷えりな、森谷里美

コーナー
スパイス1「イベントトラブル対処訓練」
- 番組のイベント開催に向けて、様々な危機的状況が起きたと想定してのトークをしていく。

イベント
「アキバ発!!カレーの秘密の部活動」番組オリジナルカレー実食イベント
- 開催日 - 2012年9月15日
- 会場 - おもちゃメイド Café & Bar（第1会場）、カラオケパセラ電気街店B1（第2会場）

### Missy & Lady 美アキバ通信!
配信日
- ラジカメVISION生配信 - 毎週水曜 18:00 - 18:30（Ustreamによるライブ配信も実施）（2013年1月9日 - 2月27日）
- ニコニコ動画（アーカイブ配信） - 毎週金曜更新

パーソナリティ
- 福山理子、長谷川夕里子

### 株式会社アキバーブリッツ営業部 〜香里・愛美の「とある秋葉原OLの実情」Ver.2.0〜
配信日
- 公式サイト（アーカイブ配信） - 毎週月曜 19:00更新（2013年4月8日 - 8月12日）
- ラジカメVISION映像配信 - 毎週月曜 19:00 - 19:30
  - ラジカメVISION リピート配信 - 毎週日曜 15:00 - 15:30

パーソナリティ
- 清水香里、沼倉愛美

コーナー
ミニドラマ、メール&トーク
- パーソナリティによるミニドラマ、メール紹介、フリートーク。

流行を探れ！OLトレンドマーケティング！
- OLの間で流行している事象を探っていくコーナー。

アキバーブリッツ！ただいま営業中！
- トレーディングカードゲームなどの商品の魅力を伝えるコーナー。

ラジオ会館インフォメーション！
- ラジオ会館からの情報をパーソナリティが伝えていく。

### 新田恵海と田村奈央の秋葉原情報満載!アキバペディア情報局
配信日
- 公式サイト（アーカイブ配信） - 毎週水曜 19:00更新（2013年10月9日 - 2014年3月26日）
- ラジカメVISION映像配信 - 毎週水曜 19:00 - 19:30
  - ラジカメVISION リピート配信 - 毎週日曜 15:00 - 15:30

### トークサロン・かおりの部屋
配信日
- 公式サイト（アーカイブ配信） - 毎週金曜 19:00更新（2013年10月11日 - 12月27日）
- ラジカメVISION映像配信 - 毎週金曜 19:00 - 19:30
  - ラジカメVISION リピート配信 - 毎週日曜 16:00 - 16:30

パーソナリティ
- 清水香里

コーナー
ふつおた
- ふつおたコーナー。

あなた悩んでいるでしょ！
- ゲストの悩み相談に対して清水が解決していく。

Web限定！アフタートーク
- Web配信限定のおまけコーナー。

ゲスト
1. 佳村はるか
2. 高橋花林、大和田仁美
3. 巽悠衣子
4. 西明日香
5. 洲崎綾
6. 井澤詩織
7. 大橋歩夕
8. 内田彩
9. 田村睦心
10. 田村奈央
11. 山村響
12. 明坂聡美

## 姉妹番組

### ラジカメSTATION+
ラジカメSTATION!の姉妹番組として、同番組の配信開始に先立ち、超!A&G+で2012年4月4日から12月26日まで配信されていた。番組パーソナリティは月ごとにラジカメSTATION!各番組のパーソナリティから1人が選ばれ、さらに毎回ゲストとしてもう1人登場していた。
配信日
- 超!A&G+ - 毎週水曜（火曜深夜）1:30 - 2:00[6]（2012年4月4日 - 12月26日）
  - 超!A&G+リピート配信 - 毎週水曜 15:30 - 16:00[注 1]

パーソナリティ
- 4月期 - 植田佳奈
- 5月期 - 清水香里
- 6月期 - 山本彩乃
- 7月期 - 沼倉愛美
- 8月期 - 大坪由佳
- 9月期 - 福原香織
- 10月期 - 相沢舞
- 11月期 - 内田真礼（第32回・第33回）、植田佳奈（第34回・第35回）[注 2]
- 12月期 - 清水香里

ゲスト
- 第1回、第2回、第24回、第34回、第35回 - 沼倉愛美
- 第3回 - 森谷里美
- 第4回、第21回、第38回 - 中村繪里子
- 第5回、第19回、第32回、第33回 - 山本彩乃
- 第6回、第18回、第29回、第30回 - 内田真礼
- 第7回、第8回、第14回、第15回 - 大坪由佳
- 第9回、第16回、第17回、第27回、第28回、第36回、第37回 - 福原香織
- 第10回、第25回、第39回 - 植田佳奈
- 第11回、第12回、第20回、第26回、第31回 - 清水香里
- 第13回、第23回 - 相沢舞
- 第22回 - 浅倉杏美

| 超!A&G+ 水曜（火曜深夜）1:30 - 2:00        | 超!A&G+ 水曜（火曜深夜）1:30 - 2:00          | 超!A&G+ 水曜（火曜深夜）1:30 - 2:00                         |
| 前番組                                     | 番組名                                       | 次番組                                                      |
| ------------------------------------------ | -------------------------------------------- | ----------------------------------------------------------- |
| 広橋涼×長嶋はるか×悠りょう （1:05 - 1:50） | ラジカメSTATION+ （2012年4月4日 - 12月26日） | 中村繪里子の 「ら♥ら★ら♪なかむランド 〜Love♥Laugh★Life♪〜」 |